# Actinocymbe separato-setosa
Actinocymbe separato-setosa är en svampart som först beskrevs av Henn., och fick sitt nu gällande namn av Franz Xaver von Höhnel 1911. Actinocymbe separato-setosa ingår i släktet Actinocymbe och familjen Chaetothyriaceae.   Inga underarter finns listade i Catalogue of Life.